# 諾伍德大道車站
諾伍德大道車站（英語：Norwood Avenue station）是美國紐約地鐵BMT牙買加線的隔站停靠地鐵站，位於布魯克林塞普雷斯山諾伍德大道及福爾頓街交界，設有Z線（僅繁忙時段的尖峰方向停站）、J線（任何時候停站（繁忙時段的尖峰方向除外））。

## 車站結構
| P 月台層 | 西行     | ← 往寬街 (克里夫蘭街) ← 早上繁忙時段往寬街 (凡希克凌大道) ← 早上繁忙時段不停靠                                       |
| P 月台層 | 島式月台 | |
| P 月台層 | 東行     | → 往牙買加中心-帕森斯／射手 (克雷森街) → → 黃昏繁忙時段往牙買加中心-帕森斯／射手 (克雷森街) → → 黃昏繁忙時段不停靠 → |
| M        | 夾層     | 閘機、車站詢問處、Metrocard自動售票機                                                                                |
| G        | 街道層   | 出入口 |

此高架車站設有一個島式月台和兩條軌道。

## 外部連結
- nycsubway.org—BMT Jamaica Line: Norwood Avenue
- Station Reporter — J Train
- The Subway Nut — Norwood Avenue Pictures（页面存档备份，存于）
- MTA's Arts For Transit — Norwood Avenue (BMT Jamaica Line)
- Norwood Avenue entrance from Google Maps Street View
- Platform from Google Maps Street View